# Czujnik fotoelektryczny
Czujnik fotoelektryczny – czujnik reagujący na zmianę intensywności docierającego do niego strumienia światła. Może być wykorzystywane zarówno światło widzialne jak również podczerwone lub laserowe. W zależności od tego, na jakim elemencie oparta jest budowa czujnika, inna wielkość elektryczna jest zmieniana:
- jeśli czujnik zbudowano w oparciu o fototranzystor – zmienia się napięcie,
- jeśli fotorezystor – zmienia się oporność,
- jeśli fotodioda – natężenie prądu.

Do najczęstszych zastosowań należy detekcja umieszczenia ciała obcego w pewnym obszarze. W tym układzie z czujnikiem związane jest źródło światła (częstokroć zintegrowane w jednej obudowie) będące nadajnikiem. Jeśli jakikolwiek obiekt znajdzie się na drodze optycznej między nadajnikiem a odbiornikiem, następuje zmiana natężenia światła, która może być wykryta. W zależności od budowy ścieżki optycznej, strumień światła zostaje przerwany, odbity lub rozproszony.
Często jako nadajniki stosowane są synchroniczne diody pracujące w podczerwieni, dzięki czemu sygnał wyjściowy jest w dużej mierze niezależny od oświetlenia zewnętrznego, ponieważ światło widzialne łatwo jest odfiltrować. W trudnych warunkach chętnie stosuje się czujniki odbiciowe lub bariery świetlne pracujące ze światłem czerwonym, emitowane przez diodę świetlną, ponieważ łatwo zauważyć taki strumień światła i punkt, w który ono pada.